# Série 2400 de FEVE
La Série 2400 de la FEVE est un modèle d'autorail à moteur composé de deux sous-séries diesel qui transportent des passagers de l'entreprise FEVE dans la zone nord de l'Espagne. Ils sont connus comme Apolos et Miniapolos.

## Origines
La situation dans laquelle où se trouvait la FEVE au début des années 1980 était difficile. Elle disposait seulement de matériel acheté de seconde main ou des compagnies absorbées. Question voyageurs, les services les plus importants étaient rendus ou par des autorails à moteur MAN Série 2300 ou les anciens Brissonneau et Lotz provenant du Santander - Bilbao, du Chemin de fer cantabrique et Económicos de Asturias, ou bien par du matériel conventionnel entraîné par des locomotives, (généralement des 1000 Alsthom) issues également des compagnies précitées. Les services de condition mineure étaient couverts par des autorails Billard ou Ferrostaal, ainsi que par des compositions conventionnelles.
Devant ce  panorama, la FEVE décide de mettre en pratique une politique de réforme qui apportera les nouvelles Alsthom/MTM Série 1600, le nouveau matériel de marchandises et les unités série 2400.
En 1983 commencent à arriver trois autorails fabriquée par le MTM, les unités 2400, qui effectueront des services régionaux par la corniche cantabrique reliant la Galice, les Asturies, la Cantabrie et la Biscaye. Ses premières couleurs seront un fond blanc avec des bandes grenat et orange, avec les frontaux et le plafond de couleur grise. Ils sont équipés de deux moteurs MAN D-3256 BTYVE de 305 CV, un dans chaque autorail, reliés chacun à un alternateur BBC WGXY 315 WG, qui alimentent les moteurs électriques situés dans les bogies. À l'origine les bogies moteurs étaient situées près des cabines de conduite, ce qui provoquait quelques problèmes de patinage.
Dès le début ils attirent l'attention par leur quantité de contrôles et mécanismes de sécurité en comparaison avec le matériel utilisé jusqu'alors par la FEVE, provoquant de ce fait une phrase baptisant ces autorails :

« Ceci est plus compliqué que le mécanisme d'un Apolo. »

Vu les résultats offerts les Apolos de trois voitures, la FEVE se décide à en acheter en 1985 de nouvelles unités, identiques dans toute sa partie mécanique aux premières, mais avec une composition réduite deux voitures et d'une façade d'aspect plus moderne, avec une seule fenêtre frontale au lieu des deux et de la porte d'intercommunication des Apolos. En outre ces unités avaient des portes latérales dans la cabine, dont manquaient les Apolos. Étant donné qu'elles sont une copie réduite des premières 2400, on les baptisera des Miniapolos.

## Restaurations
Avec l'arrivée du nouveau design de FEVE, les Apolos et Miniapolos sont aussi peintes avec les nouvelles couleurs blanc et jaune et le nouveau logo, bien que certaines portent déjà le nouveau logo avec la décoration originale.
Au bout des années les moteurs MAN commencent à donner des signes d'impuissance, surtout les Apolos aux trois voitures, et il est décidé de tester la circulation en composition de deux voitures. Le premier Apolo choisi pour supprimer la remorque intermédiaire est le 2402-2452, séparant l'intervalle 5452. Peu à peu toutes les unités perdent la remorque intermédiaire et les seules différences entre Apolos et Miniapolos sont la conception du frontal et les portes latérales de la cabine.
Durant l'année 1998 FEVE met en pratique une nouvelle politique de restructuration de matériel, selon laquelle les unités des séries 2400, 3500 et 3800 seront réformées en maintenant sa même numérotation, tandis que les 2300 deviendront les séries 2600 (Diesel) et 3600 (Électrique). La première des séries à être réformée est celle des Apolos, recevant de l'air climatisé, deux nouveaux intérieurs (pour les banlieues et régionaux), postes de conduite plus confortables, nouvel extérieur plus moderne et réforme des façades, égalant les Apolos et Miniapolos, avec une porte latérale d'intercommunication. Dans l'ancien ensemble on avait laissé un espace libre pour les bagages ou bicyclettes. La vitesse maximale a été réduite de 100 à 80 km/h, et on a changé la disposition des bogies, situant les bogies moteurs plus proche du soufflet de communication entre les voitures pour réduire les problèmes de patinage. Les moteurs MAN ont été remplacés par de nouveaux Volvo A.H10A-360 de six cylindres en ligne. La décoration choisie a été un fond blanc avec une bande bleu foncé pour la partie latérale, qui devient la décoration unifiée pour les unités diesel de FEVE.
En 2001 l'autorail expérimental FEMA, qui avait été mis de côté en raison d'importants problèmes qu'il subissait, est aussi réformé comme les Apolos, mais en conservant sa manière et sans la porte d'intercommunication dans le frontal. Cette unité porte concrètement son intérieur préparé pour les services de proximité. Sa numérotation originale 2501-2551 est remplacée par la 2401-2451, qui était libre à la suite de l'incendie de l'Apolo qui portait cette immatriculation.
Le parc a été récemment repeint avec les nouvelles couleurs de la société, fond blanc et bandes jaunes et bleues ainsi que le nouveau logo de FEVE sur le flanc.

## Bases et services
Depuis leurs débuts à la FEVE les Apolos se sont chargés des services les plus rapides par la corniche cantabrique, mais, malgré leur vitesse maximale de 100 km/h on ne les a jamais autorisés à dépasser les 80. Ils se chargeaient alors des lignes Ferrol-Oviedo, Oviedo-Santander et Santander-Bilbao et ses retours, partageant ces services avec quelques compositions MAN ou de matériel conventionnel, et avec une base dans les dépôts des villes mentionnées.
Avec l'arrivée des Miniapolos on a finalement pu remplacer ces MAN 2300 dans les services de longue distance, et aussi aux trains de matériel conventionnel, bien que dans le cas du Courrier Bilbao-León on ait continué avec du matériel conventionnel. Certains Miniapolos ont été destinés à la zone de Léon, effectuant les services de banlieue de Léon.
Après la fermeture temporaire de la ligne de La Robla, toutes les unités ont été destinées de nouveau aux services régionaux de la corniche, couvrant suffisamment la demande, souvent en composition multiple de deux et jusqu'à trois voitures.
Après la réforme commencée en 1998 des unités ont été destinées à la ligne Carthagène-Los Nietos, partageant le trafic avec les MAN, mais sa faible adaptation à la chaleur murcienne a fait qu'ils sont revenus à la zone nord. Plusieurs unités ont été envoyées de même à la zone de Léon pour essayer de remplacer les 2600 qui étaient en service là, mais la dureté de la mécanique de celles-ci en comparaison avec celle des Apolos a fait qu'elles sont revenues aussi.
Aujourd'hui, les Apolos aux intérieurs des régionaux couvrent les services Ferrol-Oviedo, Oviedo-Santander, Santander-Bilbao et Bilbao-León, tandis que ceux qui ont un intérieur de banlieue, dont les anciens FEMA, sont dans les services de proximité dans les Asturies avec les MAN 2600, certains même sous caténaire, tandis que d'autres se chargent des proximités galiciennes entre Ferrol et Ribadeo.

## Ventes à l'étranger
Deux unités d'Apolo (2412-5462-2462 et 2414-5464-2464) ont été vendues à l'Institut Costaricien (gentilé du Costa Rica) de Chemins de fer INCOFER Costa Rica, peintes en blanc, rouge et bleu et remplaçant le sifflet classique caractéristique des klaxons semblables aux locomotives construites par General Electric déjà existantes dans le chemin de fer. Les deux unités sont renumérotées en UT300 et UT400. En 2008 le même chemin de fer montre de nouveau de l'intérêt pour ces unités, bien que déjà réformées par Sunsundegui, matérialisant cette vente dans les unités 2404-2454, 2410-2460, 2411-2461 et 2413-2463, qui en 2009 sont envoyés au Costa Rica. À ce moment on trouve déjà des essais effectués par les lignes d'Incofer. Le 10 août 2009, ces véhicules entament le parcours San José-Heredia. On fait l'éloge pour l'excellente qualité de leur construction et finition. Ils sont équipés de l'air climatisé intégré, le design est plus proche de celui de la FEVE que celui du traditionnel d'Incofer, de couleur bleue. Les unités Apolo 2412 et 2414 sont toujours en  service sur la route de San Pedro à Pavas, avec des moteurs Volvo plus puissants et du châssis suédois b 52.
En 2009 six autres unités Apolo sont vendues à l'Argentine. Trois de ces unités ont été destinées à la Ligne Belgrano Sud, à Buenos Aires, une double à Chaco, une à Salta et une autre à Tucumán.

## Voir également
- Série 1000 de FEVE
- Série 1500 de FEVE
- Série 1600 de FEVE
- Série 1900 de FEVE
- Série 2600 de FEVE
- Série 2700 de FEVE
- Disposition des essieux
- Classification des locomotives

### Traduction
- (es) Cet article est partiellement ou en totalité issu de l’article de Wikipédia en espagnol intitulé « Serie 2400 de Renfe » (voir la liste des auteurs).